# Lev Stern
Lev Stern (hebr. לב שטרן; ur. 1945 w Jenakijewem) – izraelski architekt i artysta pochodzący z rodziny polskich Żydów.

## Życiorys
Urodził się w Jenakijewem w rodzinie polskich Żydów, którzy podczas II wojny światowej uciekli do Związku Radzieckiego. W 1948 roku wraz z rodziną osiedlił się we Wrocławiu. W 1959 roku wyemigrował do Izraela, gdzie zamieszkał w Jerozolimie. W 1971 roku ukończył studia architektoniczne na Politechnice w Hajfie (Technion). Następnie otworzył własne biuro architektoniczno-projektowe w Jerozolimie. Wykładał także na Izraelskiej Akademii Sztuk Pięknych oraz Akademii Bezalel. W latach 1982–1984 mieszkał w Paryżu. W 1987 roku wrócił do Wrocławia, gdzie mieszka przez kilka miesięcy w roku.

## Wybrane wystawy
- 2005: Ja tam byłem - mnie tam nie było (Wrocław; wraz z Barbarą Ropelską)